# نشانه رومپل–لید
نشانه رومپل–لید (انگلیسی: Rumpel–Leede sign) یک نشانۀ بالینی و رگباری از پتشی است که بلافاصله پس از آزاد شدن فشار از یک رگ‌بند یا فشارسنج خون در ناحیهٔ دیستال به آن رخ می‌دهد.: ۸۲۴ 